# Clubiona bi
Espèce
Clubiona bi est une espèce d'araignées aranéomorphes de la famille des Clubionidae.

## Distribution
Cette espèce est endémique du Hubei en Chine,. Elle se rencontre dans le xian de Tongshan.

## Description
La femelle holotype mesure 3,19 mm.

## Systématique et taxinomie
Cette espèce a été décrite par Zhang, Zhong et Gong en 2024.

## Publication originale
- (en) Zhang, Zhong et Gong, « One new species of the Clubiona trivialis-group from Jiugong mountains, Central China (Araneae: Clubionidae) », Acta Arachnologica Sinica, vol. 33, no 1,‎ 2024, p. 38-42